# Too Late the Hero
Too Late the Hero (comercialitzada a Espanya com Comando en el mar de China) és una pel·lícula bèl·lica anglo-estatunidenca del 1970 dirigida per Robert Aldrich i protagonitzada per Michael Caine, Henry Fonda, Cliff Robertson, Ken Takakura, Denholm Elliott, Ian Bannen, Lance Percival, Ronald Fraser, Harry Andrews i Percy Herbert. Fou projectada com a parat de la selecció oficial al Festival Internacional de Cinema de Sant Sebastià 1970.

## Sinopsi
En la primavera de 1942, durant la Segona Guerra Mundial, japonesos i aliats ocupen una illa del Pacífic. Un grup de soldats anglesos és enviat a una missió gairebé suïcida a través de l'espessa i aclaparadora jungla; es tracta de desmantellar una emissora enemiga.

## Repartiment
- Michael Caine....... soldat Tosh Hearne
- Cliff Robertson ……. tinent Sam Lawson
- Ian Bannen....... soldat Jock Thornton
- Harry Andrews....... coronel Thompson
- Ronald Fraser....... soldat Campbell
- Denholm Elliott....... capità Hornsby
- Lance Percival....... corporal McLean
- Percy Herbert....... sergent Johnstone
- Patrick Jordan ....... sergent major
- William Beckley ....... soldat Currie
- Martin Horsey ……. soldat Griffiths
- Michael Parsons ....... soldat Rafferty (com Michael J. Parsons)
- Sean MacDuff ……. soldat Rogers
- Henry Fonda....... capità John G. Nolan
- Ken Takakura....... major Yamaguchi

## Taquilla
La pel·lícula es va rodar el febrer de 1969, principalment a Boracay (Filipines) pel mateix equip i utilitzant molts dels mateixos conjunts de la pel·lícula de Jack Starrett The Losers. Els segments d'obertura i tancament es van rodar fora de la Base Naval de Subic Bay, utilitzant marins i civils nord-americans com a extres.
En realitat, els japonesos mai van estar a les Noves Hèbrides durant la Segona Guerra Mundial; les forces americanes hi van arribar el maig de 1942. A més, les actituds representades a la pel·lícula de la Segona Guerra Mundial, realitzades durant l'època de la Guerra del Vietnam, reflectien la dècada de 1960, amb un personatge que parlava d' "objectors de consciència amb pèl llarg". El pòster que anunciava la pel·lícula mostrava un soldat caigut vestit amb un uniforme americà dels anys 60 i que tenia un fusell M16.
Va recaptar uns 615.000 $ als Estats Units i 975.000 $ a la resta del món. (aconseguint uns ingressos de 294.232 $ a França).